# 桃生郡
- 令制国一覧 > 東山道 > 陸前国 > 桃生郡
- 日本 > 東北地方 > 宮城県 > 桃生郡

桃生郡（ものうぐん）は、陸奥国（陸前国・宮城県）にあった郡。旧仮名遣いでは「もむのふのこほり」。律令制のもとで8世紀前半に陸奥国所属の郡として牡鹿郡が建郡され、その一部が分離し誕生し、平成の大合併で消滅した。

## 古代
桃生という地名が文献に初めて表れるのは、歴史書『続日本紀』においてである。これの天平宝字元年4月4日（757年）の条に「陸奥国桃生」が含まれる。さらに、宝亀2年11月（771年）の条に「陸奥国桃生郡」が表れる。従って、桃生郡の成立はこれ以前であろうと考えられている。『和名類聚抄』では、桃生に「毛牟乃不」と訓が付けられている。「もむのふ」という言葉が先にあり、後から「桃生」の字が当てられたものとされる。
古代の桃生郡には城柵として桃生城が置かれ、赤井官衙遺跡や矢本横穴が残り、陸奥経営に大功があった道嶋氏の本拠であった。

### 郷
『和名類聚抄』は桃生郡の古代村落を桃生・磐城・磐越・余戸の4郷とする。このうち、磐越は船越の誤りで桃生城＝桃生郡衙への船渡しにちなみ郡の南、桃生が中央、磐城は北部のちの本吉地区と考えられている。	
- 磐越 - 現在の河北町小船越、桃生町中津山
- 桃生 - 桃生城が所在した所、桃生町太田方面とも河北町飯野方面ともみられる
- 磐城 - 『大日本地名辞書』は、河北町小船越、桃生町中津山とする
- 余戸 - 『大日本地名辞書』は、北上町十三浜あるいは雄勝町に比定している

### 式内社
『延喜式』神名帳に記される郡内の式内社。
| 神名帳                     | 神名帳              | 神名帳 | 神名帳               | 比定社                   | 比定社                       | 比定社 | 集成 |
| 社名                       | 読み                | 格     | 付記                 | 社名                     | 所在地                       | 備考   | 集成 |
| -------------------------- | ------------------- | ------ | -------------------- | ------------------------ | ---------------------------- | ------ | ---- |
| 桃生郡 6座（大1座・小5座） |                     |        |                      |                          |                              |        |      |
| 飯野山神社                 | イヒノヤマノ        | 小     |                      | 飯野山神社               | 宮城県石巻市飯野宮下北宮下北 |        |      |
| 日高見神社                 | ヒタカミノ          | 小     |                      | 日高見神社               | 宮城県石巻市桃生町太田字拾貫 |        |      |
| 二俣神社                   | フタマタノ          | 小     |                      |                          |                              |        |      |
| 石神社                     | イシカミノ イハカミ | 小     |                      |                          |                              |        |      |
| 計仙麻大島神社             | ケセマオホシマノ    | 名神大 |                      | 大島神社                 | 宮城県気仙沼市亀山           |        |      |
| 計仙麻大島神社             | ケセマオホシマノ    | 名神大 | （論）御崎神社       | 宮城県気仙沼市唐桑町崎浜 |                              |        |      |
| 計仙麻大島神社             | ケセマオホシマノ    | 名神大 | （論）計仙麻大島神社 | 宮城県本吉郡南三陸町歌津 |                              |        |      |
| 小鋭神社                   | ヲトノ コトノ       | 小     |                      |                          |                              |        |      |

## 中世
永正8年（1511年） - 山内首藤氏と牡鹿郡を治めていた葛西氏の間に戦いが起きる。
太閤仕置により葛西領を没収、天正19年（1951年）伊達氏所領となる。

## 近世
近世の桃生郡は全郡仙台藩領となる。
江戸時代、桃生郡は桃生・深谷に二分され、桃生は飯野川代官所が管轄し、（桃生は本吉郡南方の横山代官所と併せて一管区を形成）、深谷は広淵代官所が管轄した。ただし、深谷のうち宮戸島は、黒川郡大谷郷と共に宮城郡の高城代官所の管轄下にあった。桃生はさらに北方と南方に分けられ、それぞれに大肝煎が置かれた。

## 近代以降の沿革

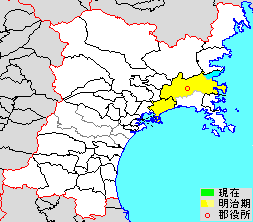
宮城県桃生郡の範囲（水色：後に他郡から編入した区域）

明治に入っても，しばらくの間は藩政期の65村の体制で推移する。
- 幕末時点では陸奥国に所属し、全域が仙台藩領であった。「旧高旧領取調帳」に記載されている明治初年時点での村は以下の通り。（1郷48村16浜）

| 区分 | 区分   | 村名       | 村数 | 所属代官区                    | 所轄郡奉行 |
| ---- | ------ | ---------- | --- | ----------------------------- | ---------- |
| 桃生 | 北方   | 19村       | 相野谷村、飯野村、牛田村、太田村、女川村、樫崎村、倉埣村、小船越村、皿貝村、寺崎村、永井村、長尾村、中島村、中津山村、中野村、成田村、橋浦村、馬鞍村、脇谷村                                                              | 飯野川代官所 （相野谷村）     | 中奥郡奉行 |
| 桃生 | 南方   | 6村14浜    | 大森村、北境村、針岡村、福地村、三輪田村、福田村（東福田村）、雄勝浜、大浜、大須浜、小島浜、尾崎浜、釜谷浜、熊沢浜、立浜、長面浜、名振浜、船越浜、水浜、明神浜、分浜                                                      | 飯野川代官所 （相野谷村）     | 中奥郡奉行 |
| 深谷 | 深谷   | 1郷23村1浜 | 小野本郷、赤井村、浅井村、牛網村、大網村、大窪村、大曲村、鹿又村、川下村、北村、小松村、塩入村、上下堤村、須江村、高松村、新田村、根古村、野蒜村、浜市村、広淵村,深谷福田村（西福田村）、前谷地村、矢本村、和淵村、大塚浜 | 広淵代官所 （広淵村）         | 北方郡奉行 |
| 深谷 | 宮戸島 | 1浜        | 宮戸浜 | 高城代官所 （宮城郡高城本郷） | 北方郡奉行 |

- 明治元年
  - 9月24日（1868年11月8日） - 仙台藩主伊達慶邦が官軍に降伏。28万石に減封となる。
  - 12月7日（1869年1月19日）
    - 陸奥国が分割され、本郡は陸前国の所属となる。
    - 桃生郡は高崎藩取締地となる。
- 明治2年
  - 7月20日（1869年8月27日） - 高崎藩取締地に桃生県を設置。
  - 8月13日（1869年9月18日） - 桃生県が石巻県に改称。
- 明治3年9月28日（1870年10月22日） - 石巻県が登米県に編入。
- 明治4年11月2日（1871年12月13日） - 第1次府県統合により仙台県の管轄となる。
- 明治5年
  - 1月8日（1872年2月16日） - 仙台県が宮城県に改称。
  - 4月9日（1872年6月10日） - 大区小区制の施行により、桃生郡のうち深谷は宮城県第10大区に、北方は宮城県第11大区に、南方は宮城県第12大区になる。

| 宮城県第10大区（全17小区。桃生郡の一部〔深谷〕） | 宮城県第10大区（全17小区。桃生郡の一部〔深谷〕） |
| 小区                                             | 所属村                                           |
| ------------------------------------------------ | ------------------------------------------------ |
| 小1区                                            | 小野本郷・大網村・高松村・新田村・根古村         |
| 小2区                                            | 大窪村・塩入村・西福田村                         |
| 小3区                                            | 広淵村                                           |
| 小4区                                            | 北村                                             |
| 小5区                                            | 前谷地村                                         |
| 小6区                                            | 和淵村                                           |
| 小7区                                            | 鹿又村                                           |
| 小8区                                            | 須江村                                           |
| 小9区                                            | 赤井村                                           |
| 小10区                                           | 大曲村                                           |
| 小11区                                           | 小松村                                           |
| 小12区                                           | 矢本村                                           |
| 小13区                                           | 牛網村・浜市村                                   |
| 小14区                                           | 野蒜村・浅井村                                   |
| 小15区                                           | 川下村・上下堤村                                 |
| 小16区                                           | 大塚浜                                           |
| 小17区                                           | 宮戸浜                                           |

| 宮城県第11大区（全14小区。桃生郡の一部〔北方〕） | 宮城県第11大区（全14小区。桃生郡の一部〔北方〕） |
| 小区                                             | 所属村                                           |
| ------------------------------------------------ | ------------------------------------------------ |
| 小1区                                            | 永井村・倉埣村・脇谷村                           |
| 小2区                                            | 寺崎村・牛田村                                   |
| 小3区                                            | 中津山村の一部〔中津山〕                         |
| 小4区                                            | 中津山村の一部〔新田町〕                         |
| 小5区                                            | 中津山村の一部〔神取町・高須賀〕                 |
| 小6区                                            | 小船越村                                         |
| 小7区                                            | 飯野村                                           |
| 小8区                                            | 太田村                                           |
| 小9区                                            | 樫崎村・成田村                                   |
| 小10区                                           | 相野谷村                                         |
| 小11区                                           | 中島村・中野村                                   |
| 小12区                                           | 皿貝村・馬鞍村                                   |
| 小13区                                           | 橋浦村                                           |
| 小14区                                           | 女川村・長尾村                                   |

| 宮城県第12大区（全8小区。桃生郡の一部〔南方〕） | 宮城県第12大区（全8小区。桃生郡の一部〔南方〕） |
| 小区                                            | 所属村                                          |
| ----------------------------------------------- | ----------------------------------------------- |
| 小1区                                           | 北境村・東福田村                                |
| 小2区                                           | 大森村                                          |
| 小3区                                           | 三輪田村                                        |
| 小4区                                           | 針岡村・福地村                                  |
| 小5区                                           | 尾崎浜・釜谷村・長面浜                          |
| 小6区                                           | 船越浜・名振浜                                  |
| 小7区                                           | 大浜・大須浜・熊沢浜・立浜                      |
| 小8区                                           | 雄勝浜・小島浜・水浜・明神浜・分浜              |

- 明治7年（1874年）
  - 桃生南方の福田村を東福田村に、深谷の福田村を西福田村に改称する。
  - 4月 - 区の再編により、桃生郡のうち深谷・北方は宮城県第6大区に、南方は牡鹿郡と共に宮城県第7大区となる。

| 宮城県第6大区（全11小区。桃生郡の一部〔深谷・北方〕） | 宮城県第6大区（全11小区。桃生郡の一部〔深谷・北方〕）                      |
| 小区                                                  | 所属村                                                                     |
| ----------------------------------------------------- | -------------------------------------------------------------------------- |
| 小1区                                                 | 野蒜村・浅井村・川下村・上下堤村・大塚浜・宮戸浜                           |
| 小2区                                                 | 小野本郷・牛網村・大網村・高松村・新田村・根古村・浜市村・西福田村・大窪村 |
| 小3区                                                 | 矢本村・大曲村・小松村                                                     |
| 小4区                                                 | 広淵村・赤井村・塩入村                                                     |
| 小5区                                                 | 前谷地村・和淵村・北村                                                     |
| 小6区                                                 | 鹿又村・須江村                                                             |
| 小7区                                                 | 小船越村・飯野村                                                           |
| 小8区                                                 | 中津山村                                                                   |
| 小9区                                                 | 寺崎村・牛田村・倉埣村・永井村・脇谷村                                     |
| 小10区                                                | 相野谷村・太田村・樫崎村・成田村                                           |
| 小11区                                                | 橋浦村・女川村・長尾村・皿貝村・中島村・中野村・馬鞍村                     |

| 宮城県第7大区（全8小区。牡鹿郡・桃生郡の一部〔南方〕7～8） | 宮城県第7大区（全8小区。牡鹿郡・桃生郡の一部〔南方〕7～8）                     |
| 小区                                                       | 所属村                                                                         |
| ---------------------------------------------------------- | ------------------------------------------------------------------------------ |
| 小7区                                                      | 大森村・北境村・針岡村・福地村・三輪田村・東福田村・尾崎浜・釜谷村・長面浜     |
| 小8区                                                      | 雄勝浜・大浜・大須浜・小島浜・熊沢浜・立浜・名振浜・船越浜・水浜・明神浜・分浜 |

- 明治8年（1875年）7月に豪雨災害。桃生や遠田などの水田一万町に損害[5]。
- 明治9年（1876年）11月 - 区の再編により、全域は牡鹿郡・本吉郡と共に宮城県第5大区となる。

| 宮城県第5大区（全8小区。桃生郡1～2、5～6・牡鹿郡・本吉郡） | 宮城県第5大区（全8小区。桃生郡1～2、5～6・牡鹿郡・本吉郡） |
| 小区                                                       | 所属村 |
| ---------------------------------------------------------- | --- |
| 小1区                                                      | 小野本郷・浅井村・牛網村・大網村・川下村・上下堤村・高松村・新田村・根古村・野蒜村・浜市村・西福田村・矢本村・大曲村・小松村・赤井村・大窪村・塩入村・大塚浜・宮戸浜                                                                 |
| 小2区                                                      | 鹿又村・広淵村・北村・須江村・前谷地村・和淵村 |
| 小5区                                                      | 相野谷村・皿貝村・中島村・中野村・成田村・馬鞍村・橋浦村・女川村・長尾村・大森村・北境村・針岡村・福地村・三輪田村・東福田村・尾崎浜・釜谷村・長面浜・雄勝浜・大浜・大須浜・小島浜・熊沢浜・立浜・名振浜・船越浜・水浜・明神浜・分浜 |
| 小6区                                                      | 寺崎村・中津山村・牛田村・太田村・樫崎村・倉埣村・永井村・脇谷村・小船越村・飯野村 |

- 明治11年（1878年）10月21日 - 郡区町村編制法の宮城県での施行により、行政区画としての桃生郡が発足。郡役所が広淵村に設置。
  - 行政区画として発足した当時の郡域は、東松島市および石巻市の一部（北上町十三浜を除く須江、鹿又、北境、東福田、三輪田、福地、針岡以北）にあたる。
  - 同日大区小区制廃止。
- 明治14年（1881年） - 大網村を小野本郷に編入。（1郷47村16浜）
- 明治15年（1882年）3月16日 - 立浜から端郷の桑浜が分立[6]。（1郷47村17浜）
- 明治21年（1888年） - 桃生郡役所が火災により焼失したため、相野谷村に郡役所を移転。

### 町村制以降の沿革

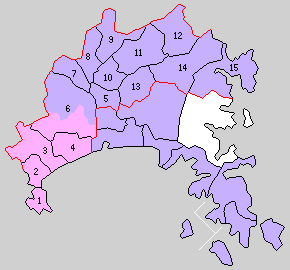
1.宮戸村 2.野蒜村 3.小野村 4.鷹来村 5.鹿又村 6.深谷村 7.前谷地村 8.中津山村 9.桃生村 10.大谷地村 11.飯野川村 12.橋浦村 13.二股村 14.大川村 15.十五浜村（紫：石巻市 桃：東松島市）

- 明治22年（1889年）4月1日 - 町村制の施行により、以下の村が発足[7]。特記以外は全域が現・石巻市。（15村）

  - 宮戸村（宮戸浜が単独村制。現・東松島市）
  - 野蒜村 ← 野蒜村、浅井村、大塚浜（現・東松島市）
  - 小野村 ← 小野本郷、上下堤村、川下村、西福田村、新田村、高松村、根古村、浜市村、牛網村（現・東松島市）
  - 鷹来村 ← 矢本村、大曲村、小松村（現・東松島市）
  - 鹿又村（単独村制）
  - 深谷村 ← 広淵村、北村、須江村（現・石巻市）、塩入村、大窪村、赤井村（現・東松島市）
  - 前谷地村 ← 前谷地村、和淵村
  - 中津山村 ← 中津山村、寺崎村
  - 桃生村 ← 牛田村、永井村、倉埣村、脇谷村、樫崎村、太田村
  - 大谷地村 ← 小船越村、飯野村
  - 飯野川村 ← 相野谷村、成田村、中島村、中野村、皿貝村、馬鞍村
  - 橋浦村 ← 橋浦村、長尾村、女川村
  - 二股村 ← 大森村、北境村、東福田村、三輪田村
  - 大川村 ← 福地村、針岡村、長面浜、尾崎浜、釜谷浜
  - 十五浜村 ← 雄勝浜、名振浜、船越浜、大須浜、熊沢浜、大浜、小島浜、明神浜、水浜、分浜、立浜、桑浜
- 明治27年（1894年）4月1日 - 郡制を施行。
- 明治29年（1896年）4月1日 - 深谷村が廃止。塩入・大窪が大塩村、赤井・北・須江・広淵がそれぞれ赤井村・北村・須江村・広淵村として分立。（19村）
- 明治34年（1901年）3月26日 - 飯野川村が町制施行して飯野川町となる。（1町18村）
- 大正元年（1912年）12月1日 - 二股村が改称して二俣村となる。
- 大正12年（1923年）4月1日 - 郡会を廃止。郡役所は存続。
- 大正15年（1926年）7月1日 - 郡役所廃止。以降は地域区分名称となる。
- 昭和15年（1940年）4月1日 - 鷹来村が町制施行・改称して矢本町となる。（2町17村）
- 昭和16年（1941年）4月1日 - 十五浜村が町制施行・改称して雄勝町となる。（3町16村）
- 昭和30年（1955年）
  - 3月21日（5町6村）
    - 飯野川町・大川村・大谷地村・二俣村が合併して河北町が発足。
    - 鹿又村・前谷地村・北村・須江村・広淵村が合併して河南町が発足。
    - 桃生村・中津山村が合併して桃生町が発足。

  - 3月30日 - 橋浦村が本吉郡十三浜村と合併して北上村が発足。（5町6村）
  - 5月3日（6町1村）
    - 小野村・野蒜村・宮戸村が合併して鳴瀬町が発足。
    - 矢本町・赤井村・大塩村が合併し、改めて矢本町が発足。
- 昭和32年（1957年）4月1日 - 桃生町高須賀の一部が河南町に編入[8]。
- 昭和37年（1962年）4月1日 - 北上村が町制施行して北上町となる。（7町）
- 平成17年（2005年）4月1日 - 下記の変更により桃生郡消滅。
  - 矢本町・鳴瀬町が合併して東松島市が発足。
  - 河北町・雄勝町・河南町・桃生町・北上町が石巻市・牡鹿郡牡鹿町と合併し、改めて石巻市が発足。

### 変遷表
| 明治22年以前    | 明治22年以前              | 明治22年4月1日 町村制施行 | 明治22年 - 昭和20年               | 昭和21年 - 昭和30年    | 昭和31年 - 昭和64年         | 平成元年 - 現在         | 現在     |
| --------------- | ------------------------- | ------------------------- | --------------------------------- | ---------------------- | --------------------------- | ----------------------- | -------- |
| 相野谷村        | 相野谷村                  | 飯野川村                  | 明治34年3月26日 町制改称 飯野川町 | 昭和30年3月21日 河北町 | 河北町                      | 平成17年4月1日 石巻市   | 石巻市   |
| 皿貝村          |                           | 飯野川村                  | 明治34年3月26日 町制改称 飯野川町 | 昭和30年3月21日 河北町 | 河北町                      | 平成17年4月1日 石巻市   | 石巻市   |
| 中島村          |                           | 飯野川村                  | 明治34年3月26日 町制改称 飯野川町 | 昭和30年3月21日 河北町 | 河北町                      | 平成17年4月1日 石巻市   | 石巻市   |
| 中野村          |                           | 飯野川村                  | 明治34年3月26日 町制改称 飯野川町 | 昭和30年3月21日 河北町 | 河北町                      | 平成17年4月1日 石巻市   | 石巻市   |
| 成田村          |                           | 飯野川村                  | 明治34年3月26日 町制改称 飯野川町 | 昭和30年3月21日 河北町 | 河北町                      | 平成17年4月1日 石巻市   | 石巻市   |
| 馬鞍村          |                           | 飯野川村                  | 明治34年3月26日 町制改称 飯野川町 | 昭和30年3月21日 河北町 | 河北町                      | 平成17年4月1日 石巻市   | 石巻市   |
| 大森村          | 大森村                    | 二股村                    | 大正元年12月1日 改称 二俣村       | 昭和30年3月21日 河北町 | 河北町                      | 平成17年4月1日 石巻市   | 石巻市   |
| 北境村          |                           | 二股村                    | 大正元年12月1日 改称 二俣村       | 昭和30年3月21日 河北町 | 河北町                      | 平成17年4月1日 石巻市   | 石巻市   |
| 三輪田村        |                           | 二股村                    | 大正元年12月1日 改称 二俣村       | 昭和30年3月21日 河北町 | 河北町                      | 平成17年4月1日 石巻市   | 石巻市   |
| 福田村          | 明治7年 改称 東福田村     | 二股村                    | 大正元年12月1日 改称 二俣村       | 昭和30年3月21日 河北町 | 河北町                      | 平成17年4月1日 石巻市   | 石巻市   |
| 小船越村        | 小船越村                  | 大谷地村                  | 大谷地村                          | 昭和30年3月21日 河北町 | 河北町                      | 平成17年4月1日 石巻市   | 石巻市   |
| 飯野村          |                           | 大谷地村                  | 大谷地村                          | 昭和30年3月21日 河北町 | 河北町                      | 平成17年4月1日 石巻市   | 石巻市   |
| 福地村          | 福地村                    | 大川村                    | 大川村                            | 昭和30年3月21日 河北町 | 河北町                      | 平成17年4月1日 石巻市   | 石巻市   |
| 針岡村          |                           | 大川村                    | 大川村                            | 昭和30年3月21日 河北町 | 河北町                      | 平成17年4月1日 石巻市   | 石巻市   |
| 尾崎浜          |                           | 大川村                    | 大川村                            | 昭和30年3月21日 河北町 | 河北町                      | 平成17年4月1日 石巻市   | 石巻市   |
| 釜谷浜          |                           | 大川村                    | 大川村                            | 昭和30年3月21日 河北町 | 河北町                      | 平成17年4月1日 石巻市   | 石巻市   |
| 長面浜          |                           | 大川村                    | 大川村                            | 昭和30年3月21日 河北町 | 河北町                      | 平成17年4月1日 石巻市   | 石巻市   |
| 雄勝浜          | 雄勝浜                    | 十五浜村                  | 昭和16年4月1日 町制改称 雄勝町    | 雄勝町                 | 雄勝町                      | 平成17年4月1日 石巻市   | 石巻市   |
| 大浜            |                           | 十五浜村                  | 昭和16年4月1日 町制改称 雄勝町    | 雄勝町                 | 雄勝町                      | 平成17年4月1日 石巻市   | 石巻市   |
| 立浜            | 立浜                      | 十五浜村                  | 昭和16年4月1日 町制改称 雄勝町    | 雄勝町                 | 雄勝町                      | 平成17年4月1日 石巻市   | 石巻市   |
| 立浜            | 明治15年3月16日 分立 桑浜 | 十五浜村                  | 昭和16年4月1日 町制改称 雄勝町    | 雄勝町                 | 雄勝町                      | 平成17年4月1日 石巻市   | 石巻市   |
| 水浜            |                           | 十五浜村                  | 昭和16年4月1日 町制改称 雄勝町    | 雄勝町                 | 雄勝町                      | 平成17年4月1日 石巻市   | 石巻市   |
| 分浜            |                           | 十五浜村                  | 昭和16年4月1日 町制改称 雄勝町    | 雄勝町                 | 雄勝町                      | 平成17年4月1日 石巻市   | 石巻市   |
| 大須浜          |                           | 十五浜村                  | 昭和16年4月1日 町制改称 雄勝町    | 雄勝町                 | 雄勝町                      | 平成17年4月1日 石巻市   | 石巻市   |
| 小島浜          |                           | 十五浜村                  | 昭和16年4月1日 町制改称 雄勝町    | 雄勝町                 | 雄勝町                      | 平成17年4月1日 石巻市   | 石巻市   |
| 熊沢浜          |                           | 十五浜村                  | 昭和16年4月1日 町制改称 雄勝町    | 雄勝町                 | 雄勝町                      | 平成17年4月1日 石巻市   | 石巻市   |
| 名振浜          |                           | 十五浜村                  | 昭和16年4月1日 町制改称 雄勝町    | 雄勝町                 | 雄勝町                      | 平成17年4月1日 石巻市   | 石巻市   |
| 船越浜          |                           | 十五浜村                  | 昭和16年4月1日 町制改称 雄勝町    | 雄勝町                 | 雄勝町                      | 平成17年4月1日 石巻市   | 石巻市   |
| 明神浜          |                           | 十五浜村                  | 昭和16年4月1日 町制改称 雄勝町    | 雄勝町                 | 雄勝町                      | 平成17年4月1日 石巻市   | 石巻市   |
| 橋浦村          | 橋浦村                    | 橋浦村                    | 橋浦村                            | 昭和30年3月30日 北上村 | 昭和37年4月1日 町制 北上町  | 平成17年4月1日 石巻市   | 石巻市   |
| 女川村          |                           | 橋浦村                    | 橋浦村                            | 昭和30年3月30日 北上村 | 昭和37年4月1日 町制 北上町  | 平成17年4月1日 石巻市   | 石巻市   |
| 長尾村          |                           | 橋浦村                    | 橋浦村                            | 昭和30年3月30日 北上村 | 昭和37年4月1日 町制 北上町  | 平成17年4月1日 石巻市   | 石巻市   |
| 本吉郡十三浜村  | 本吉郡十三浜村            | 本吉郡 十三浜村           | 本吉郡 十三浜村                   | 昭和30年3月30日 北上村 | 昭和37年4月1日 町制 北上町  | 平成17年4月1日 石巻市   | 石巻市   |
| 牛田村          | 牛田村                    | 桃生村                    | 桃生村                            | 昭和30年3月21日 桃生町 | 桃生町                      | 平成17年4月1日 石巻市   | 石巻市   |
| 大田村          |                           | 桃生村                    | 桃生村                            | 昭和30年3月21日 桃生町 | 桃生町                      | 平成17年4月1日 石巻市   | 石巻市   |
| 樫崎村          |                           | 桃生村                    | 桃生村                            | 昭和30年3月21日 桃生町 | 桃生町                      | 平成17年4月1日 石巻市   | 石巻市   |
| 倉埣村          |                           | 桃生村                    | 桃生村                            | 昭和30年3月21日 桃生町 | 桃生町                      | 平成17年4月1日 石巻市   | 石巻市   |
| 永井村          |                           | 桃生村                    | 桃生村                            | 昭和30年3月21日 桃生町 | 桃生町                      | 平成17年4月1日 石巻市   | 石巻市   |
| 脇谷村          |                           | 桃生村                    | 桃生村                            | 昭和30年3月21日 桃生町 | 桃生町                      | 平成17年4月1日 石巻市   | 石巻市   |
| 寺崎村          | 寺崎村                    | 中津山村                  | 中津山村                          | 昭和30年3月21日 桃生町 | 桃生町                      | 平成17年4月1日 石巻市   | 石巻市   |
| 中津山村        | その他                    | 中津山村                  | 中津山村                          | 昭和30年3月21日 桃生町 | 桃生町                      | 平成17年4月1日 石巻市   | 石巻市   |
| 中津山村        | 高須賀の一部              | 中津山村                  | 中津山村                          | 昭和30年3月21日 桃生町 | 昭和32年4月1日 河南町へ編入 | 平成17年4月1日 石巻市   | 石巻市   |
| 鹿又村          | 鹿又村                    | 鹿又村                    | 鹿又村                            | 昭和30年3月21日 河南町 | 河南町                      | 平成17年4月1日 石巻市   | 石巻市   |
| 前谷地村        | 前谷地村                  | 前谷地村                  | 前谷地村                          | 昭和30年3月21日 河南町 | 河南町                      | 平成17年4月1日 石巻市   | 石巻市   |
| 和淵村          |                           | 前谷地村                  | 前谷地村                          | 昭和30年3月21日 河南町 | 河南町                      | 平成17年4月1日 石巻市   | 石巻市   |
| 北村            | 北村                      | 深谷村                    | 明治29年4月1日 北村               | 昭和30年3月21日 河南町 | 河南町                      | 平成17年4月1日 石巻市   | 石巻市   |
| 須江村          | 須江村                    | 深谷村                    | 明治29年4月1日 須江村             | 昭和30年3月21日 河南町 | 河南町                      | 平成17年4月1日 石巻市   | 石巻市   |
| 広淵村          | 広淵村                    | 深谷村                    | 明治29年4月1日 広淵村             | 昭和30年3月21日 河南町 | 河南町                      | 平成17年4月1日 石巻市   | 石巻市   |
| 赤井村          | 赤井村                    | 深谷村                    | 明治29年4月1日 赤井村             | 昭和30年5月3日 矢本町  | 矢本町                      | 平成17年4月1日 東松島市 | 東松島市 |
| 大窪村          | 大窪村                    | 深谷村                    | 明治29年4月1日 大塩村             | 昭和30年5月3日 矢本町  | 矢本町                      | 平成17年4月1日 東松島市 | 東松島市 |
| 塩入村          |                           | 深谷村                    | 明治29年4月1日 大塩村             | 昭和30年5月3日 矢本町  | 矢本町                      | 平成17年4月1日 東松島市 | 東松島市 |
| 矢本村          | 矢本村                    | 鷹来村                    | 昭和15年4月1日 町制改称 矢本町    | 昭和30年5月3日 矢本町  | 矢本町                      | 平成17年4月1日 東松島市 | 東松島市 |
| 大曲村          |                           | 鷹来村                    | 昭和15年4月1日 町制改称 矢本町    | 昭和30年5月3日 矢本町  | 矢本町                      | 平成17年4月1日 東松島市 | 東松島市 |
| 小松村          |                           | 鷹来村                    | 昭和15年4月1日 町制改称 矢本町    | 昭和30年5月3日 矢本町  | 矢本町                      | 平成17年4月1日 東松島市 | 東松島市 |
| 小野本郷        | 小野本郷                  | 小野村                    | 小野村                            | 昭和30年5月3日 鳴瀬町  | 鳴瀬町                      | 平成17年4月1日 東松島市 | 東松島市 |
| 大網村          |                           | 小野村                    | 小野村                            | 昭和30年5月3日 鳴瀬町  | 鳴瀬町                      | 平成17年4月1日 東松島市 | 東松島市 |
| 牛網村          |                           | 小野村                    | 小野村                            | 昭和30年5月3日 鳴瀬町  | 鳴瀬町                      | 平成17年4月1日 東松島市 | 東松島市 |
| 川下村          |                           | 小野村                    | 小野村                            | 昭和30年5月3日 鳴瀬町  | 鳴瀬町                      | 平成17年4月1日 東松島市 | 東松島市 |
| 上下堤村        |                           | 小野村                    | 小野村                            | 昭和30年5月3日 鳴瀬町  | 鳴瀬町                      | 平成17年4月1日 東松島市 | 東松島市 |
| 高松村          |                           | 小野村                    | 小野村                            | 昭和30年5月3日 鳴瀬町  | 鳴瀬町                      | 平成17年4月1日 東松島市 | 東松島市 |
| 新田村          |                           | 小野村                    | 小野村                            | 昭和30年5月3日 鳴瀬町  | 鳴瀬町                      | 平成17年4月1日 東松島市 | 東松島市 |
| 根古村          |                           | 小野村                    | 小野村                            | 昭和30年5月3日 鳴瀬町  | 鳴瀬町                      | 平成17年4月1日 東松島市 | 東松島市 |
| 浜市村          |                           | 小野村                    | 小野村                            | 昭和30年5月3日 鳴瀬町  | 鳴瀬町                      | 平成17年4月1日 東松島市 | 東松島市 |
| （深谷） 福田村 | 明治7年 改称 西福田村     | 小野村                    | 小野村                            | 昭和30年5月3日 鳴瀬町  | 鳴瀬町                      | 平成17年4月1日 東松島市 | 東松島市 |
| 野蒜村          | 野蒜村                    | 野蒜村                    | 野蒜村                            | 昭和30年5月3日 鳴瀬町  | 鳴瀬町                      | 平成17年4月1日 東松島市 | 東松島市 |
| 浅井村          |                           | 野蒜村                    | 野蒜村                            | 昭和30年5月3日 鳴瀬町  | 鳴瀬町                      | 平成17年4月1日 東松島市 | 東松島市 |
| 大塚浜          |                           | 野蒜村                    | 野蒜村                            | 昭和30年5月3日 鳴瀬町  | 鳴瀬町                      | 平成17年4月1日 東松島市 | 東松島市 |
| 宮戸浜          | 宮戸浜                    | 宮戸村                    | 宮戸村                            | 昭和30年5月3日 鳴瀬町  | 鳴瀬町                      | 平成17年4月1日 東松島市 | 東松島市 |

### 行政
歴代郡長
| 代 | 氏名       | 就任年月日                 | 退任年月日                 | 備考               |
| -- | ---------- | -------------------------- | -------------------------- | ------------------ |
| 1  | 奥田参十郎 | 明治12年（1879年）2月13日  | 明治13年（1880年）10月8日  |                    |
| 2  | 角張直之輔 | 明治13年（1880年）10月8日  | 明治19年（1886年）9月4日   |                    |
| 3  | 林通故     | 明治19年（1886年）9月28日  | 明治21年（1888年）5月7日   |                    |
| 4  | 山内信実   | 明治21年（1888年）12月11日 | 明治22年（1889年）11月26日 |                    |
| 5  | 宮沢実啓   | 明治22年（1889年）11月26日 | 明治25年（1892年）11月4日  |                    |
| 6  | 鈴木太郎作 | 明治25年（1892年）11月4日  | 明治31年（1898年）9月17日  | 任期途中、郡制施行 |
| 7  | 伊藤近春   | 明治31年（1898年）9月17日  | 明治35年（1902年）9月2日   |                    |
| 8  | 遠藤元良   | 明治35年（1902年）9月2日   | 明治39年（1906年）2月28日  |                    |
| 9  | 佐藤文衛   | 明治39年（1906年）2月28日  | 明治39年（1906年）5月24日  |                    |
| 10 | 熊谷綗介   | 明治39年（1906年）5月24日  | 明治42年（1909年）8月14日  |                    |
| 11 | 上田景安   | 明治42年（1909年）8月14日  | 大正2年（1913年）7月31日   |                    |
| 12 | 伊藤近春   | 大正2年（1913年）7月31日   | 大正3年（1914年）12月28日  | 再任               |
| 13 | 宮崎公男   | 大正3年（1914年）12月28日  | 大正9年（1920年）10月14日  |                    |
| 14 | 菊池忠良   | 大正9年（1920年）10月14日  | 大正12年（1923年）2月27日  |                    |
| 15 | 阿部喜助   | 大正12年（1923年）2月27日  |                            |                    |

## 出身者

### 政治家
衆議院
- 内海安吉 - 衆議院議員（自由民主党）
- 遠藤温 - 衆議院議員･宮城県会議員
- 北村文衛 - 衆議院議員（立憲民政党）・弁護士
- 佐藤運宜 - 衆議院議員・弁護士
- 高橋安爾 - 衆議院議員（立憲政友会）・弁護士
- 日野市朗 - 衆議院議員（社会民主党）・弁護士
- 矢本平之助 - 衆議院議員・大塩村村長・宮城県会議員・桃生郡会議員

参議院
- 菅野壽 - 参議院議員（日本社会党）・医師
- 日野吉夫 - 参議院議員（日本社会党）

貴族院
- 阿部秀逸 - 貴族院議員・中津山村会議員・桃生郡会議員・実業家

地方自治体首長
- 菅原康平 - 石巻市長・株式会社ガス&ライフ代表取締役・経営学博士
- 土井喜美夫 - 石巻市市長

### 実業家
- 斎藤善右衛門 - 資産家・実業家・政治家
- 安部俊吾 - 実業家・政治家

### アスリート
- 今野栄 - 女子陸上競技短距離選手
- 白岩亮治 - 大相撲力士
- 藤井壮浩 - 男子バレーボール選手・東海大学体育学部准教授・同大学女子バレーボール部監督

### 芸能･芸術
- 天津敏 - 俳優
- 阿部豊　- 映画監督・ハリウッド無声映画俳優
- 尾形貴弘 - お笑い芸人（パンサー）
- 佐々木幸男 - シンガーソングライター
- 大久秀憲 - 小説家
- 勝又進 - 漫画家・イラストレーター
- 相澤タロウイチ - デザイナー・広告キャラクターデザイナー・絵本作家

### 専門職
- 藤塚知明 - 江戸時代の神職・学者
- 儀兵衛 - 江戸時代の船乗り
- 太十郎 - 江戸時代の船乗り

## ゆかりのある人物
奈良時代
- 大墓公阿弖流為 - 蝦夷の族長
- 大伴駿河麻呂 - 公卿
- 紀広純 - 公卿
- 百済王俊哲 - 貴族･武人
- 藤原朝狩 - 藤原南家の公卿

平安時代
- 藤原高衡 - 奥州藤原氏の武将

室町時代
- 葛西満信 - 武将･陸奥権守･葛西氏当主

戦国時代
- 大崎義宣 - 武将･伊達稙宗の次男･奥州探題
- 長江勝景 - 長江義景の一族の武将
- 山岡重長 - 伊達氏の家臣

江戸時代
- 大立目盛行 - 仙台藩重臣
- 伊達村和 - 中津山藩主
- 三沢宗直 - 前沢三沢家初代当主

明治時代
- 山中静逸 - 桃生県（後の石巻県）知事･書家